# Det danske Stålvalseværk
Det Danske Stålvalseværk blev etableret 1940 i Frederiksværk.
Formålet var at få en leverandør af stål til den danske industri. Repræsentanter fra skibsværfterne var stærkt repræsenteret i selskabet med A.P. Møller (bl.a. Odense Stålskibsværft) og H.P. Christensen (Helsingør Skibsværft) i spidsen – sidstnævnte bestyrelsesformand indtil han trådte tilbage som 85-årig i 1972.
Produktionen startede op i 1943, og værket leverede en stor del af landets forbrug af stål under 2. Verdenskrig. I 1945 leverede værket 22.000 tons færdigvarer af profilstål, mens landet kun importerede 16.000 tons.
I 1949 blev værket udvidet, hvorefter der tillige kunne leveres plader.
Værket var tæt på konkurs i 1950, men Koreakrigen ændrede konjunkturerne, og værket blev i de følgende år en ualmindelig god forretning. Det blev yderligere udvidet adskillige gange. Blandt andet med et kontinuerligt værk for profiljern som bliver kaldt kontiværket i 1965. Senere blev der bygget et elektrostålværk.
Virksomheden oplevede nogle turbulente år i 1980'erne og 90'erne, og endte med en konkurs i foråret 2002, hvorved over 1000 ansatte mistede deres arbejde.

## Senere historie
Senere i 2002 overtog den russiske erhvervsmand og prins Piotr Galitzine værket, produktionen blev genoptaget, under navnet Dan Steel A/S og adskillige af de gamle medarbejdere genansat. I efteråret 2004 solgte Galitzine dog en del af værket fra, det såkaldte elektroværk, til ligeledes russiske Aleksander Denisov.
Værket er Frederiksværks største arbejdsplads. Omkring 2020 havde værket 480 ansatte og omsatte for 2,3 mia kr, og 180 skibe med materiale fra bl.a Rusland anløb værket hvert år. I 2025 lukkede produktionen af stangstål.